# Isabel Alarcão
Isabel Alarcão é uma educadora portuguesa.

## Trabalho profissional
Avançou o conceito de "tríptico didáctico" (1997) para designar a tripla dimensão ou a multidimensionalidade da Didáctica: a Didáctica Investigativa, a Didáctica Curricular e a Didáctica Profissional. A primeira diz respeito ao trabalho do investigador nesta disciplina; a segunda refere-se à formação curricular, inicial e/ou contínua, em Didáctica dos formadores e futuros formadores; finalmente, a terceira, refere-se às práticas dos professores no terreno escolar.

## Publicações
- Alarcão, I. (1994), “A didáctica curricular na formação de professores” in A. Estrela e J. Ferreira

(Org.), Desenvolvimento Curricular e Didáctica das Disciplinas – Actas do IV Colóquio
Nacional da Secção Portuguesa da Association Internationale de Recherche en Sciences de
l’Éducation. Lisboa: AFIRSE/AIPELF.
- Alarcão, I. (2001), “Novas tendências nos paradigmas de investigação em educação”, in I.

Alarcão (Org.), Escola reflexiva e nova racionalidade. Porto Alegre: Artmed Editora.
- Alarcão, I. et al. (2004). “Percursos de consolidação da Didáctica de Línguas em Portugal”, in.

A. Ferreira (Ed.), Investigar em Educação, Revista da Sociedade Portuguesa de Ciências da
Educação. SPCE.